# Bomolocha bolivianalis
Bomolocha bolivianalis är en fjärilsart som beskrevs av Paul Dognin 1914. Bomolocha bolivianalis ingår i släktet Bomolocha och familjen nattflyn. Inga underarter finns listade i Catalogue of Life.